# Pseudobersama mossambicensis
Pseudobersama es un género monotípico de plantas fanerógamas perteneciente a la familia (Meliaceae). Su única especie: Pseudobersama mossambicensis, es originaria de África oriental.

## Descripción
Es una planta perennifolia, geófita que alcanza un tamaño de 3.5 - 12 metros de altura. Se encuentra distribuida a una altitud de 10 - 500 metros en Kenia y Mozambique.

## Taxonomía
Pseudobersama mossambicensis fue descrita por (Sim) Verdc. y publicado en Journal of the Linnean Society, Botany 55: 504, t. 1. 1956.